# Spex Design
Spex Design Corporation war ein kanadischer Hersteller von Automobilen.

## Unternehmensgeschichte
Paul Deutschman und Kell Warshaw gründeten etwa 1981 das Unternehmen in Montreal. Sie begannen mit der Produktion von Automobilen. Der Markenname lautete Spex. Etwa 1990 endete die Produktion.

## Fahrzeuge
Das einzige Serienmodell war der Gamine. Ein Motor von Honda trieb die Vorderräder an. Die offene Karosserie bestand aus Kunststoff.
Der Spexster wurde 1988 als Prototyp präsentiert, ging aber nicht in Serienproduktion. Der offene Zweisitzer wurde als ein Porsche Speedster für das Jahr 2000 beschrieben.